# John-Tracy-Klinik
Die John Tracy Klinik gilt als eine der bekanntesten Kliniken der Welt, die mit der Rehabilitation von hörbehinderten und tauben Kindern verbunden wird. Sie wurde 1943 gegründet. Seit 1952 hat die Klinik ihren Sitz nahe der University of Southern California in Los Angeles.
Die John Tracy Klinik wurde gegründet, finanziert und auch gemanagt von Louise Treadwell Tracy, der Ehefrau des zu seiner Zeit weltberühmten amerikanischen Schauspielers Spencer Tracy. Sie gründete die Klinik als Wohltätigkeitsinstitution (non profit), um kostenfreie Erziehung und Hilfe für die tauben und hochgradig hörbehinderten Kinder und deren Eltern anzubieten.
Die Klinik wurde zu Ehren von Tracys Sohn, John, benannt, der mit einer hochgradigen Hörbehinderung geboren wurde.